# Fernanda Brito
Fernanda Brito (Santiago, 14 de febrero de 1992) es una tenista chilena.

## Trayectoria
Desde 2011 forma parte del equipo de Fed Cup de su país. Ha disputado un total de nueve encuentros en los cuales ha ganado un partido ante Colombia, y ha perdido ocho, cinco de ellos en dobles.
Entre junio y septiembre del 2018, Fernanda ha logrado ganar 8 títulos ITF de forma consecutiva, a finales de 2018, redondeó una extraordinaria temporada con un 9.º título ITF, convirtiéndose en la mujer más laureada del mundo a nivel de ITF.

## Títulos ITF

### Individuales (29)
| Leyenda             |   |
| ------------------- | - |
| Torneos de $100,000 |   |
| Torneos de $80,000  |   |
| Torneos de $60,000  |   |
| Torneos de $25,000  |   |
| Torneos de $15,000  |   |
| Torneos de $10,000  | - |

| N.º | Fecha                    | Torneo                   | Superficie | Rival                  | Marcador         |
| --- | ------------------------ | ------------------------ | ---------- | ---------------------- | ---------------- |
| 1.  | 14 de noviembre de 2011  | Concepción               | Arcilla    | Carla Lucero           | 6-3, 6-4         |
| 2.  | 3 de septiembre de 2012  | Buenos Aires             | Arcilla    | Vanessa Furlanetto     | 3-6, 7-6(5), 6-4 |
| 3.  | 10 de septiembre de 2012 | Buenos Aires             | Arcilla    | Catalina Pella         | 6-3, 0-6, 7-5    |
| 4.  | 8 de octubre de 2012     | São Paulo                | Arcilla    | Carolina Zeballos      | 1-6, 6-2, 6-4    |
| 5.  | 4 de agosto de 2014      | Santa Fe                 | Arcilla    | Guadalupe Pérez Rojas  | 4-6, 6-4, 6-4    |
| 6.  | 1 de septiembre de 2014  | Quito                    | Arcilla    | Eduarda Piai           | 7-5, 0-6, 6-0    |
| 7.  | 12 de abril de 2015      | Santiago                 | Arcilla    | Nadia Podoroska        | 6–1, 6–0         |
| 8.  | 2 de mayo de 2015        | Villa del Dique          | Arcilla    | Guadalupe Pérez Rojas  | 7-5, 6-3         |
| 9.  | 9 de mayo de 2015        | Villa María              | Arcilla    | Julieta Estable        | 6-3, 4-6, 7-6(2) |
| 10. | 24 de octubre de 2015    | Santa Cruz de la Sierra  | Arcilla    | Melina Ferrero         | 6-2, 6-4         |
| 11. | 7 de mayo de 2016        | Villa María              | Arcilla    | Ellie Halbauer         | 4-3, 6-3, 6-2    |
| 12. | 10 de octubre de 2016    | Hammamet                 | Arcilla    | Marie Témin            | 6–3, 7–5         |
| 13. | 5 de noviembre de 2016   | Cúcuta                   | Arcilla    | María Fernanda Herazo  | 4–6, 6–4, 6–1    |
| 14. | 25 de junio de 2017      | Santa Margherita Di Pula | Arcilla    | Ludmilla Samsonova     | 6-3 6-3          |
| 15. | 25 de junio de 2017      | Hammamet                 | Arcilla    | Bianca Turati          | 6–0, 6–2         |
| 16. | 25 de junio de 2017      | Villa del Dique          | Arcilla    | Stephanie Mariel Petit | 6-3 6-2          |
| 17. | 9 de octubre de 2017     | Buenos Aires             | Arcilla    | Thaisa Grana Pedretti  | 1-6, 7-5, 7-5    |
| 18. | 17 de diciembre de 2017  | Santa Cruz               | Arcilla    | Ana Sofía Sánchez      | 6-4 6-3          |
| 19. | 17 de junio de 2018      | Hammamet                 | Arcilla    | Natalia Siedliska      | 6-4 ret.         |
| 20. | 24 de junio de 2018      | Hammamet                 | Arcilla    | Katharina Hobgarski    | 6-4 6-2          |
| 21. | 1 de julio de 2018       | Hammamet                 | Arcilla    | Andrea Lázaro García   | 6-1 6-0          |
| 22. | 11 de agosto de 2018     | Guayaquil                | Arcilla    | Gabriela Ce            | 7-5 6-4          |
| 23. | 18 de agosto de 2018     | Guayaquil                | Arcilla    | Bárbara Gatica         | 6-2 6-2          |
| 24. | 25 de agosto de 2018     | Lambare                  | Arcilla    | Jazmin Ortenzi         | 6-3 1-6 6-4      |
| 25. | 2 de septiembre de 2018  | Asunción                 | Arcilla    | Gabriela Ce            | 6-3 6-3          |
| 26. | 23 de septiembre de 2018 | Buenos Aires             | Arcilla    | Catalina Pella         | 6-1 6-4          |
| 27. | 18 de noviembre de 2018  | Villa del Dique          | Arcilla    | Carla Lucero           | 6-3 6-3          |
| 28. | 21 de abril de 2019      | Guayaquil                | Arcilla    | Yuliana Lizarazo       | 7-6(4) 4-6 7-5   |
| 29. | 28 de abril de 2019      | Bucaramanga              | Arcilla    | Carla Lucero           | 6-3 1-6 6-3      |

### Dobles (34)
| Leyenda             |
| ------------------- |
| Torneos de $100,000 |
| Torneos de $80,000  |
| Torneos de $60,000  |
| Torneos de $25,000  |
| Torneos de $15,000  |
| Torneos de $10,000  |

| N.º | Fecha                    | Torneo                   | Superficie | Compañera              | Rival                                      | Marcador           |
| --- | ------------------------ | ------------------------ | ---------- | ---------------------- | ------------------------------------------ | ------------------ |
| 1.  | 30 de noviembre de 2009  | La Serena                | Arcilla    | Verónica Cepede        | Andrea Koch Benvenuto Giannina Minieri     | 4-6, 6-0, 10-6     |
| 2.  | 22 de noviembre de 2010  | Concepción               | Arcilla    | Daniela Seguel         | Karen Castiblanco Camila Silva             | 6-2, 6-3           |
| 3.  | 2 de abril de 2012       | Ribeirão Preto           | Arcilla    | Raquel Piltcher        | Gabriela Ce Carla Forte                    | 6-3, 5-7, 10-7     |
| 4.  | 10 de septiembre de 2012 | Buenos Aires             | Arcilla    | Daniela Seguel         | Sofía Luini Guadalupe Pérez Rojas          | 6-1, 6-3           |
| 5.  | 8 de octubre de 2012     | São Paulo                | Arcilla    | Guadalupe Pérez Rojas  | Flavia Dechandt Carolina Zeballos          | 4-6, 6-2, 10-5     |
| 6.  | 2 de noviembre de 2013   | Buenos Aires             | Arcilla    | Carolina de los Santos | Constanza Vega Ana Gobbi                   | 7-6(3), 4-6 [10-6] |
| 7.  | 23 de marzo de 2014      | Santiago                 | Arcilla    | Camila Silva           | Sofía Blanco Nadia Podoroska               | 1-6, 7-6(5) [10-7] |
| 8.  | 11 de octubre de 2014    | Lima                     | Arcilla    | Eduarda Piai           | Victoria Bosio Francesca Segarelli         | 4-6, 7-6(9) [10-6] |
| 9.  | 18 de octubre de 2014    | Lima                     | Arcilla    | Eduarda Piai           | Paula Pérez García María Pérez García      | 7-6(0), 6-4        |
| 10. | 2 de mayo de 2015        | Villa del Dique          | Arcilla    | Camila Giangreco       | Ana Gobbi Constanza Vega                   | 6-3, 6-7(4) [10-6] |
| 11. | 1 de agosto de 2015      | Buenos Aires             | Arcilla    | Daniela Seguel         | Nathaly Kurata Eduarda Piai                | 6-2, 6-2           |
| 12. | 8 de agosto de 2015      | Buenos Aires             | Arcilla    | Daniela Seguel         | Nathaly Kurata Eduarda Piai                | 6-3, 6-2           |
| 13. | 10 de abril de 2016      | São José do Rio Preto    | Arcilla    | Constanza Vega         | Carolina Alves Julieta Estable             | 2-6, 6-4 [10-6]    |
| 14. | 10 de abril de 2016      | Villa del Dique          | Arcilla    | Camila Giangreco       | Nathaly Kurata Eduarda Piai                | 6-3, 7-5           |
| 15. | 15 de agosto de 2016     | Medellín                 | Arcilla    | Camila Giangreco       | María Fernanda Herazo Carla Lucero         | 6–4, 6–2           |
| 16. | 22 de agosto de 2016     | Cali                     | Arcilla    | Camila Giangreco       | Emily Appleton Naomi Totka                 | 6–1, 6–4           |
| 17. | 24 de octubre de 2016    | Cali                     | Arcilla    | Camila Giangreco       | María Paulina Pérez Paula Andrea Pérez     | 6–1, 6–2           |
| 18. | 16 de diciembre de 2016  | Santa Cruz               | Arcilla    | Camila Giangreco       | Victoria Bosio Victoria Rodríguez          | 6–2, 7–5           |
| 19. | 6 de mayo de 2017        | Santa Margherita Di Pula | Arcilla    | Noelia Zeballos        | Lisa Ponomar Maria Masini                  | 6-3 0-6 [10-3]     |
| 20. | 25 de junio de 2017      | Hammamet                 | Arcilla    | Noelia Zeballos        | Guiomar Maristany Lucia de la Puerta Uribe | 6-1 6-3            |
| 21. | 7 de octubre de 2017     | Villa del Dique          | Arcilla    | Camila Giangreco       | Mariana Correa Flavia Guimaraes            | 6-3 6-3            |
| 22. | 14 de octubre de 2017    | Buenos Aires             | Arcilla    | Camila Giangreco       | Barbara Gatica Guillermina Naya            | 7-5 0-6 [10-5]     |
| 23. | 23 de octubre de 2017    | Lambaré                  | Arcilla    | Camila Giangreco       | Thaisa Grana Pedretti Noelia Zeballos      | Walkover           |
| 24. | 30 de octubre de 2017    | Asunción                 | Arcilla    | Camila Giangreco       | Nathaly Kurata Thaisa Grana Pedretti       | 7-6(7), 6-4        |
| 25. | 10 de marzo de 2018      | Campinas                 | Arcilla    | Camila Giangreco       | Marcela Zacarías Lara Escariuza            | 6-4, 4-6, 10-4     |
| 26. | 17 de junio de 2018      | Hammamet                 | Arcilla    | Sofia Luini            | Claudia Hoste Ferrer Elixane Lexemia       | 6-3 6-2            |
| 27. | 24 de junio de 2018      | Hammamet                 | Arcilla    | Paula Baranano         | Claudia Hoste Ferrer Irene Burillo         | 7-6(5) 6-4         |
| 28. | 11 de agosto de 2018     | Guayaquil                | Arcilla    | Sofia Luini            | Barbara Gatica Rebeca Pereira              | 6-1 6-0            |
| 29. | 18 de agosto de 2018     | Guayaquil                | Arcilla    | Sofia Luini            | Martina Capurro Camila Romero              | 7-6(5) 6-3         |
| 30. | 25 de agosto de 2018     | Lambare                  | Arcilla    | Camila Giangreco       | Barbara Gatica Rebeca Pereira              | 6-4 4-6 [10-3]     |
| 31. | 2 de septiembre de 2018  | Asunción                 | Arcilla    | Camila Giangreco       | Anastasia Shaulskaya Marcela Bueno         | 6-0 6-2            |
| 32. | 22 de septiembre de 2018 | Buenos Aires             | Arcilla    | Camila Giangreco       | Catalina Pella Julieta Estable             | 7-5 7-5            |
| 33. | 21 de abril de 2019      | Guayaquil                | Arcilla    | Maria Paulina Pérez    | Anastasia Shaulskaya Mara Schmidt          | 6-3 7-6(3)         |
| 34. | 22 de septiembre de 2018 | Bucaramanga              | Arcilla    | Maria Paulina Pérez    | Antonia Samudio Yuliana Lizarazo           | 6-2 6-2            |